# 幸田昭一
幸田 昭一（こうだ しょういち、1946年11月19日 - 2023年12月4日 ）は、日本の地方公務員。東京都福祉保健局長、東京都出納長、東京都住宅供給公社理事長、東京メトロ代表取締役副社長、大田区副区長等を歴任した。

## 人物・経歴
1966年東京都庁入庁。1971年明治大学法学部卒業。1984年千代田区都市整備部副参事。1985年千代田区企画部企画課長。1988年東京都総務局副主幹（秘書事務）。1991年東京都総務局行政部指導課長（統括課長）。1994年東京都情報連絡室参事（東京メトロポリタンテレビジョン出向）。1998年東京都総務局行政改革推進担当部長。1999年東京都総務局学事部長。2000年東京都生活文化局総務部長。2002年東京都教育委員会教育庁次長（東京都立中央図書館長事務取扱）。2003年東京都福祉局長。2004年東京都福祉保健局長。2005年東京都出納長。2007年東京都住宅供給公社理事長。2011年東京地下鉄代表取締役副社長。2013年大田区副区長。2015年大田区産業振興協会理事長。2018年瑞宝小綬章受章。